# Télé Bocal
 (mai 2014).
Pour les articles homonymes, voir Bocal.
Télé Bocal est une chaîne de télévision associative locale d'Île-de-France, produite par l'association du même nom. À son début en 1995, Télé Bocal était composée exclusivement de bénévoles. Le CSA l'a autorisé à émettre, à partir du 20 mars 2008 sur la TNT d'Île-de-France par le biais du Multi 7.
Chaque dernier samedi du mois, Télé Bocal organisait dans son local de la villa Riberolle dans le 20e arrondissement de Paris, une projection publique de ses programmes d’une heure environ, généralement suivie d’un concert.
Par la suite, Télé Bocal organise ses soirées tous les 3 mois.

## Histoire de la chaîne
Télé Bocal est née, en 1995, sur l’initiative de l'association Shorties pour le court métrage (créée un an plus tôt pour promouvoir le court métrage français) et d’autres associations comme La charrue avant les bœufs, Les copirates ou Dreamland Pictures.
Au départ, ce groupement d’associations décide d’expérimenter un média de proximité à Goumen Bis. Ce lieu culturel du 20e arrondissement de Paris réunit depuis plusieurs années des associations liées à l’activité du spectacle.
Pendant l’été 1995, trois émissions de Télé Bocal (composées des productions des quatre associations) sont projetées sur des moniteurs de télévision dans la cour de Goumen Bis devant un public composé d’amis et de gens du quartier. À la rentrée 1995, face au succès de ces diffusions, Shorties pour le court métrage crée une nouvelle association : Télé Bocal.
Petit à petit, le réseau de diffusion s’étoffe et les bars des alentours commencent à programmer Télé Bocal au rythme d’une émission tous les mois.
À la rentrée 1996, Télé Bocal continue d’élargir son audience. Un journal est créé : Aquarium, envoyé aux adhérents et distribué lors des diffusions.
Télé Bocal a réussi à diffuser son programme d’une heure dans 44 lieux tous les mois, répartis dans tout Paris ainsi que dans certaines villes de province, diffusant ses émissions par le biais d’un magnétoscope et d’un ou deux téléviseurs.
L’équipe de Télé Bocal composée, au départ, uniquement de bénévoles, devient, au fil des années plus importante. Désormais la structure emploie également des salariés en plus des bénévoles.
Télé Bocal se met à diffuser de plus en plus sur Internet, via l'hébergeur de vidéos Youtube.
En juin 2018, la chaîne Youtube de Télé Bocal est censurée. Les contenus vidéos du site internet de Télé Bocal y étant hébergés, ils sont dès lors inaccessibles.

### Identité visuelle

Ancien logo jusqu'en 2012.
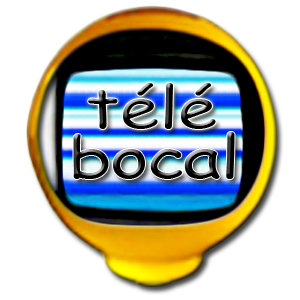
Logo depuis 2012.

## Objectifs de la chaîne

### Créer une télévision différente
Depuis sa création, Télé Bocal a montré son engagement au sein des mouvements sociaux et lutte aux côtés d’associations militantes comme Droit devant, Agir ensemble contre le chômage (AC), Droit au logement (DAL)… À ce titre, Télé Bocal a noué des relations avec le milieu associatif des quartiers.
La chaîne a eu une visibilité au Vrai Journal de Canal + (de septembre à décembre 1999) ainsi que sur France 3 PIC (une émission hebdomadaire d'avril à juin 2000).

### Le public visé
Télé Bocal ne vise pas à atteindre un groupe social particulier, tous les habitants des quartiers sont concernés, quelle que soit leur catégorie socioprofessionnelle, leur appartenance culturelle, ethnique…

## Fonctionnement
Cette télévision fait surtout appel au volontariat. Hormis le bénévolat, des emplois aidés par l’État (emplois jeunes, CES et CEC) ont été créés. D'autre part, de nombreux stagiaires issus d’écoles d’audiovisuel ou de l'université viennent recevoir un enseignement pratique dans l'association. Cette mission de formation est importante pour l'association qui reste attachée au fait que de jeunes gens, n’étant à priori pas destinés aux carrières de l’audiovisuel, puissent venir se former au sein de l'équipe.

## Diffusion
Télé Bocal diffuse ses programmes sur le canal 31 de la TNT en Île-de-France entre 21 h et 0 h, sur le canal 367 de la TV d'Orange, sur le canal 939 de Free et sur le canal 303 de la Bbox.